# Мађени (Савона)
Мађени је насеље у Италији у округу Савона, региону Лигурија.
Према процени из 2011. у насељу је живело 21 становника. Насеље се налази на надморској висини од 110 м.